# ミハイル・エフレモフ
ミハイル・グリゴリエヴィッチ・エフレモフ（ロシア語: Михаил Григорьевич Ефремов、1897年2月27日（3月11日） - 1942年4月19日）は、ソ連の軍人。中将。ヴャゼム包囲網突破の際に戦死した。

## 経歴
タルーサ（現カルーガ州）出身。1915年11月、ロシア帝国軍に召集され、1916年、准尉（少尉補）学校を卒業した。第一次世界大戦に従軍。十月革命時、第1ザモスクヴォレツキー赤衛隊に入隊し、モスクワでの十月武装蜂起に参加した。
1918年から赤軍。1919年から共産党員。ロシア内戦時、南部戦線とカフカーズ戦線において、中隊、大隊、鉄道連隊、狙撃旅団、師団を指揮。1920年の赤軍のアゼルバイジャン侵攻によるバクー解放時、装甲列車支隊を指揮して功績を挙げた。内戦終結後、狙撃師団長、軍団長。1927年、駐華軍事顧問。1928年、高等指揮要員完全化課程、1930年、軍事政治アカデミー、1933年、M.V.フルンゼ名称軍事アカデミーを卒業。1937年5月、沿ヴォルガ軍管区司令官、同年11月、ザバイカル軍管区司令官、1938年7月、オリョール軍管区司令官、1940年6月、北カフカーズ軍管区司令官、同年8月、ザカフカーズ軍管区司令官。1941年1月、労農赤軍第一副歩兵総監に任命。
独ソ戦時、第21軍、後に第10軍を指揮し、ブリャンスク戦線副司令官となった。1941年10月、第33軍司令官。1942年4月、ヴャジマ包囲網突破の際に致死傷を負った（自殺説もある）。ヴャジマに葬られ、後に記念碑が建てられた。なお、第33軍の将兵1万2千人中、包囲網から脱出できたのは889人に過ぎなかった。
第1期ソ連最高会議代議員。

## 表彰・受勲
レーニン勲章、赤旗勲章2個、労働赤旗勲章、アゼルバイジャン・ソビエト社会主義共和国赤旗勲章、「労農赤軍20周年」メダルを受章。